# Pera de la angustia

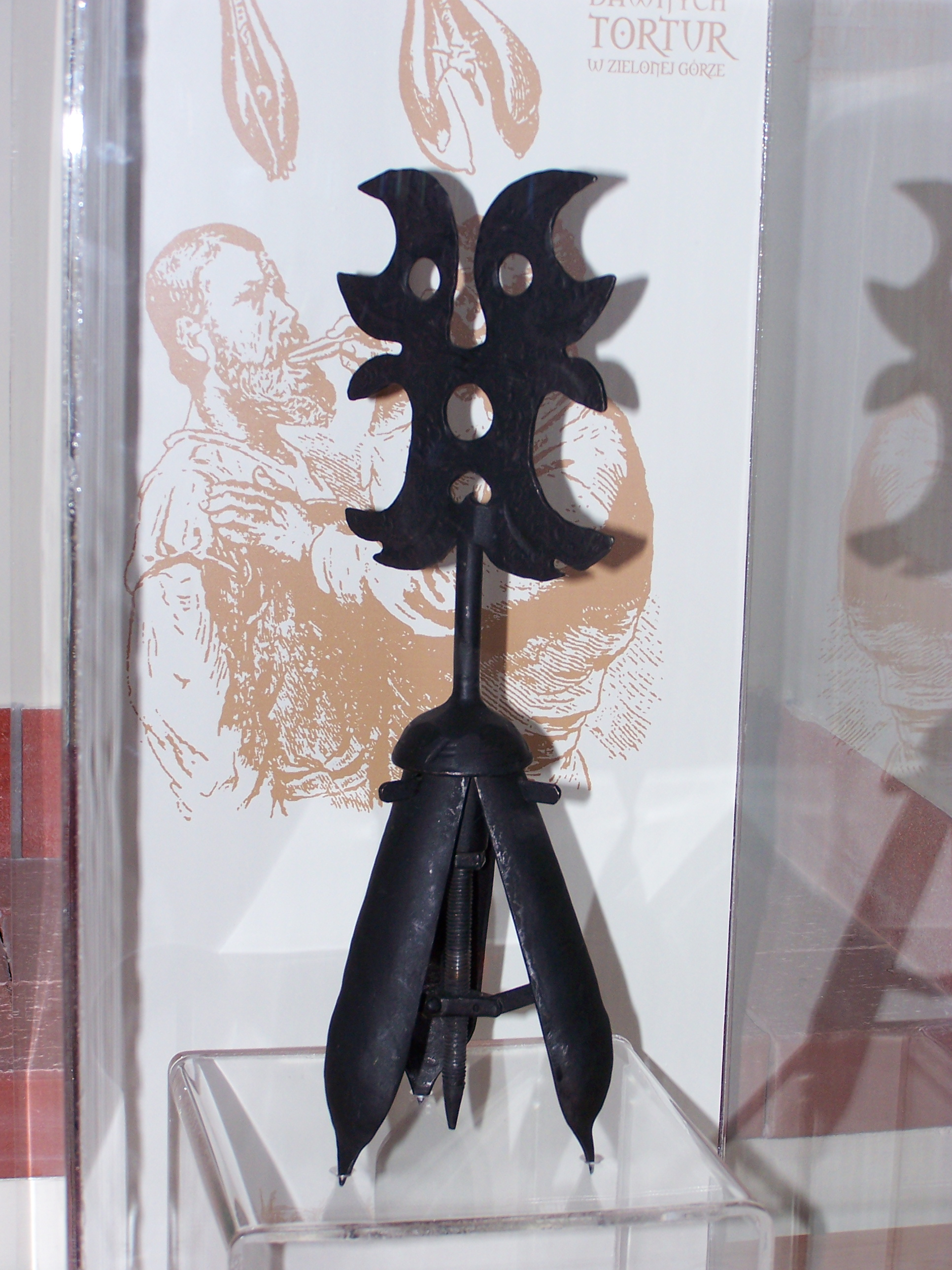
Muzeum Ziemi Lubuskiej - Muzeum Tortur - Gruszka

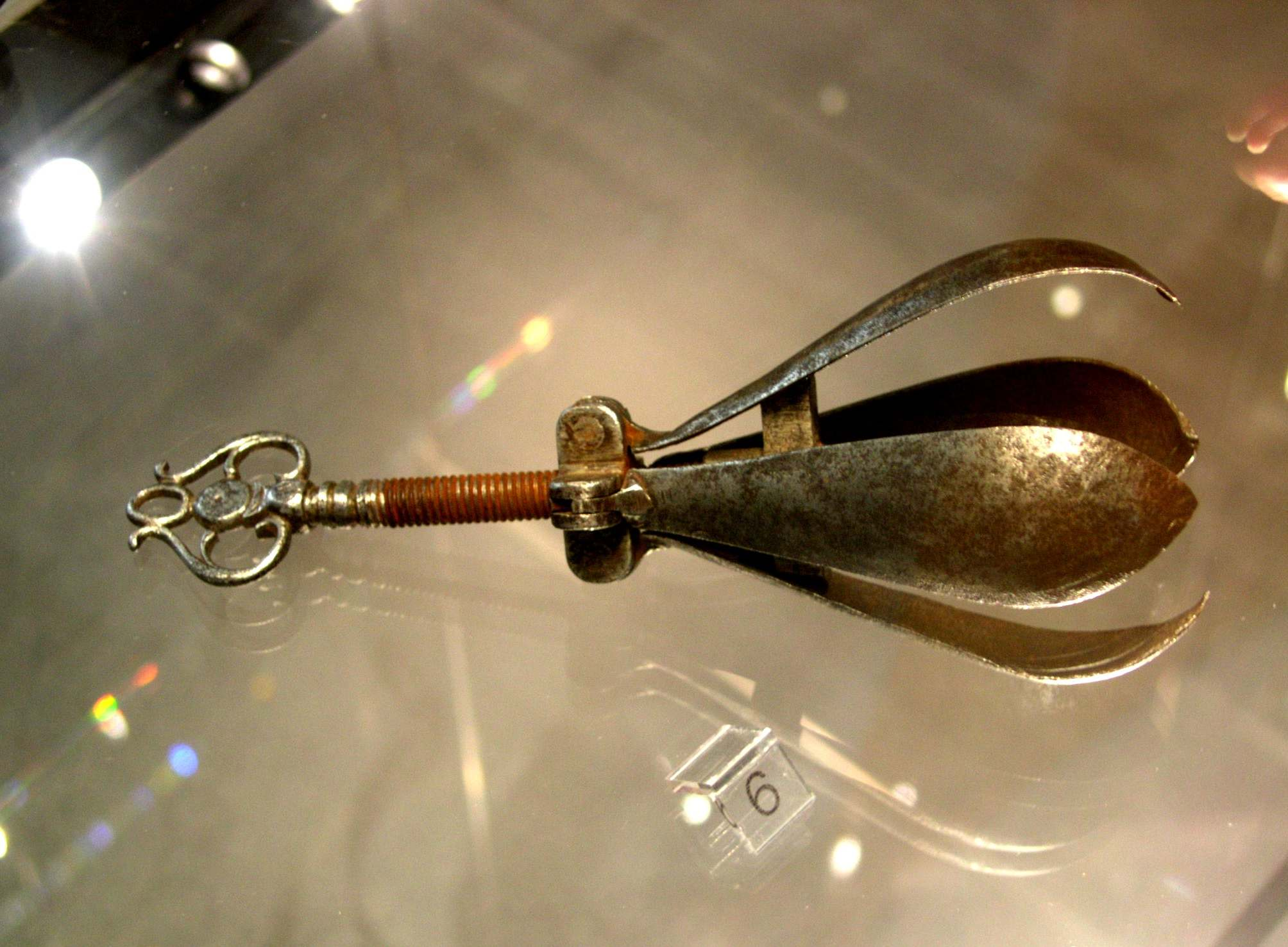
Museum der Festung Salzburg, Austria.

La pera de la angustia, también conocido como pera veneciana o pera vaginal, era un supuesto instrumento de tortura consistente en un objeto metálico con forma de pera que era introducido en la boca, vagina o ano de la víctima. No hay evidencia contemporánea de que haya existido un dispositivo de tortura de este tipo en la era medieval y, en última instancia, se desconoce la utilidad de las peras genuinas.
Algunos científicos han tachado de sospechosamente increíbles los relatos históricos sobre la pera. [1] Aunque existen algunos ejemplos de principios de la Edad Media, algunos de ellos se abren con un resorte y la llave extraíble no sirve para abrir el mecanismo, sino para cerrarlo. Al menos uno de los dispositivos más antiguos se mantiene cerrado, con un tapón en el extremo, lo que sugiere que no podría haberse abierto tras su inserción sin sujetarlo activamente. No existen pruebas modernas de la existencia de un dispositivo de tortura de este tipo en la Edad Media y, por último, se desconoce la utilidad de cualquier pera de la angustia auténtica. Es posible que se utilizara para extraer jugos de frutas.

## Características
Supuestamente, este artefacto era introducido en la cavidad vaginal, oral o anal según el delito del que estuviese acusado el torturado. Una vez en el interior de la cavidad elegida, la pera incluía un tornillo o manivela que hacía que se abriese al girarlo, produciendo numerosos desgarros.
Existiría, además, una variante que además desplegaba púas metálicas.

## Menciones en la cultura popular
Alejandro Dumas utiliza una espiral de asfixia en su relato ficticio de la fuga de prisión de François de Vendôme, duque de Beaufort, en la novela Veinte años después. La nota a pie de página del libro dice: «Esta poire d'angoisse era la famosa mordaza en forma de pera que, al ser introducida en la boca por un resorte, se expandía de modo que las mandíbulas alcanzaban su mayor anchura».